# 13224 Takamatsuda
13224 Takamatsuda eller 1997 PL5 är en asteroid i huvudbältet som upptäcktes den 10 augusti 1997 av den japanske amatörastronomen Tomimaru Okuni vid Nanyō-observatoriet. Den är uppkallad efter läraren och amatörastronomen Takashi Matsuda.
Asteroiden har en diameter på ungefär 19 kilometer.